# マノロ・サンチェス
マノロ（Manolo）こと、マヌエル・サンチェス・デルガド（Manuel Sánchez Delgado, 1965年1月17日 - ）は、スペイン・カセレス出身の元サッカー選手、現サッカー指導者。スペイン代表であった。ポジションはFW。

## 経歴

### 選手

#### クラブ
地元のCPカセレーニョの下部組織で育ち、17歳の時にトップチームデビューした。1983年にCEサバデルに移籍し、1985年に同じセグンダ・ディビシオン（2部）のレアル・ムルシアに移籍。1985-86シーズン終了後にプリメーラ・ディビシオン（1部）昇格を果たし、プリメーラ・ディビシオン初挑戦となった1986-87シーズンは36試合に出場して12得点してトップリーグ残留に貢献した。1988年夏、アトレティコ・マドリードに移籍し、パウロ・フットレと名コンビを組んだ。1991-92シーズンにはフットレのアシストから何度も得点し、27得点を挙げて得点王（ピチーチ賞）に輝いた。1990-91シーズンにはコパ・デル・レイで優勝し、1991-92シーズンにはコパ・デル・レイ2連覇を果たしている。晩年はCEサバデルとCPメリダでプレーしたが、脛骨の深刻な怪我によりCPメリダでは1試合にも出場していない。プリメーラ・ディビシオンでは通算97得点を挙げた。

#### 代表
アトレティコ・マドリードに移籍してすぐの1988年11月16日、1990 FIFAワールドカップ・ヨーロッパ予選のアイルランド共和国戦でスペイン代表デビューし、この試合で初得点も挙げた。同予選では計5得点して本大会出場に貢献し、1990年にイタリアで開催された本大会にも参加。グループリーグ初戦のウルグアイ戦(0-0)に出場したが、以後は出場機会がなかった。

### 指導者
2007年、ガラクティコ・ペガーソ監督に就任して指導者としての一歩を踏み出した。

## 所属クラブ
- 1983-1985  CEサバデル
- 1985-1988  レアル・ムルシア
- 1988-1995  アトレティコ・マドリード
- 1995-1997  CEサバデル
- 1997-1998  CPメリダ

## 指導クラブ
- 2007  ガラクティコ・ペガーソ
- 2008-2009  CFラージョ・マハダオンダ
- 2010  CPカセレーニョ

## タイトル

### クラブ
- レアル・ムルシア

セグンダ・ディビシオン : 1985-1986
- アトレティコ・マドリード

コパ・デル・レイ : 1990-1991, 1991-1992

### 個人
ピチーチ賞 : 1991-1992

## 個人成績

### 代表での得点
| #  | 日時           | 場所           | 相手             | スコア | 結果 | 大会                                    |
| -- | -------------- | -------------- | ---------------- | ------ | ---- | --------------------------------------- |
| 1. | 1988年11月16日 | セビリア       | アイルランド     | 1–0    | 2–0  | 1990 FIFAワールドカップ・ヨーロッパ予選 |
| 2. | 1989年2月8日   | ベルファスト   | 北アイルランド   | 0–2    | 0–2  | 1990 FIFAワールドカップ・ヨーロッパ予選 |
| 3. | 1989年3月23日  | セビリア       | マルタ           | 3–0    | 4–0  | 1990 FIFAワールドカップ・ヨーロッパ予選 |
| 4. | 1989年3月23日  | セビリア       | マルタ           | 4–0    | 4–0  | 1990 FIFAワールドカップ・ヨーロッパ予選 |
| 5. | 1989年11月15日 | セビリア       | ハンガリー       | 1–0    | 4–0  | 1990 FIFAワールドカップ・ヨーロッパ予選 |
| 6. | 1990年2月21日  | アリカンテ     | チェコスロバキア | 1–0    | 1–0  | 親善試合                                |
| 7. | 1990年3月28日  | マラガ         | オーストリア     | 1–0    | 2–3  | 親善試合                                |
| 8. | 1991年3月27日  | サンタンデール | ハンガリー       | 1–1    | 2–4  | 親善試合                                |
| 9. | 1991年9月4日   | オビエド       | ウルグアイ       | 2–0    | 2–1  | 親善試合                                |